# Octan zinečnatý
Octan zinečnatý (CH3COO)2Zn, systematický název ethanoát zinečnatý je organická sloučenina, zinečnatá sůl kyseliny octové, která vytváří tetraedrické molekuly. Je mírně toxický.

## Použití
Octan zinečnatý se používá v chemické syntéze a jako přídatná látka do potravin, kde se označuje jako E650. Mimo jiné se používá do žvýkaček.

### Průmyslové použití
V průmyslu se octan zinečnatý používá k impregnaci dřeva, výrobě ostatních zinečnatých solí, polymerů a ethylacetátu.

## Podobné sloučeniny
- Chlorid zinečnatý
- Octan měďnatý